# Red Star Ferries
Red Star Ferries est une compagnie de navigation maritime italienne, qui assure des liaisons entre l'Italie et l'Albanie au départ de Brindisi (Italie) à destination de Vlora (Albanie).

## Historique
La compagnie a été créée en 2008 et assure les liaisons avec l'Albanie avec un seul (2 depuis 2011) navire

## La flotte
En 2012, la flotte comprend 2 navires
Le Red Star 1 : jusqu'en 2011 le seul navire de Red Star Ferries acquis à la Saga Line en même temps que la création de la compagnie en 2008. Il effectue la seule et unique liaison de la compagnie, Brindisi-Vlore.
L’European Voyager : second navire de la compagnie acquis à la Corsica Ferries en 2011. Il effectue également la liaison de la compagnie, Brindisi-Vlore. 